# فریت باریم
باریم فریت به اختصار BaFe, BaM، ترکیب شیمیایی با فرمول BaFe 12 O 19 است. باریم فریت و مواد فریت مرتبط، بخش‌هایی از آهنربای بلندگوها و کارت‌های نوار مغناطیسی هستند.
BaFe به عنوان Ba 2 + (Fe 3 +) 12 (O 2-) 19 معرفی می‌شود. مراکز Fe 3+ به صورت فریمغناطیسی جفت می‌شوند و یک سلول واحد BaM گشتاور خالص مغناطیسی ۴۰ μB دارد. حوزه فناوری این مورد به عنوان کاربرد رشته‌های مرتبط علم مواد و شیمی حالت جامد در نظر گرفته می‌شود.
باریم فریت ماده بسیار مغناطیسی است، چگالی بستهبندی‌بالایی دارد و اکسید کارت‌های نوار فلری است. مطالعات این نوع مواد به سال‌های ۱۹۳۱ بازمی‌گردد و کاربردهایی در کارت‌های نوار مغناظیسی، بلندگوها و نوارهای مغناظیسی برایشان یافته‌است. در زمینه ذحیره سازی بلند مدت داده‌ها نیز موفقیت بسزایی داشته: ماده مغناطیسی است، مقاومت نسبت به تغییر دمایی، خوردگی و اکسیداسون دارد

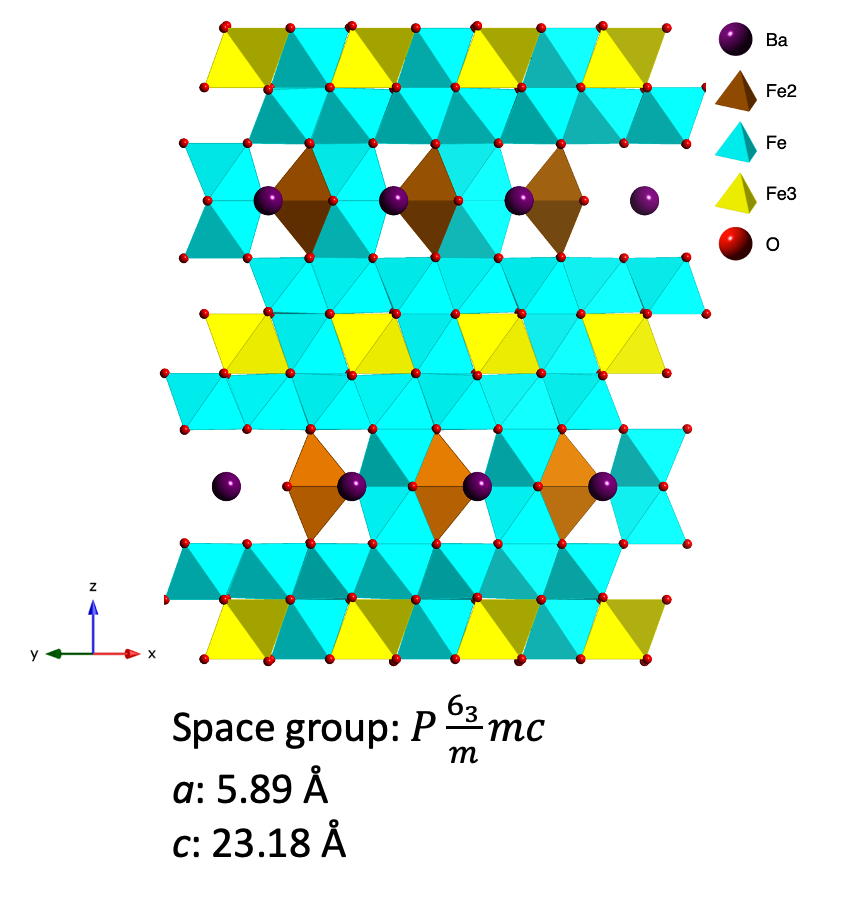

## ساختار شیمیایی
مراکز Fe 3+، با پیکربندی d 5 پر چرخش، به شکل فریمغناطیسی کنارهم قرار گرفته‌اند. حوزه فناوری این مورد به عنوان کاربرد رشته‌های مرتبط علم مواد و شیمی حالت جامد در نظر گرفته می‌شود.
یک خانواده مرتبط از «فریت‌های شش ضلعی» مناسب صنعت شناخته شده‌است که دارای باریم نیز می‌باشد. برخلاف ساختار اسپینل معمولی، این مواد دارای ساختار شش ضلعی بسته‌بندی شده از اکسیدها هستند. همچنین، جایگرینی برخی ار مراکز اکسیژن با یون‌های Ba 2+ اتفاق می‌افتد. فرمول‌های
شیمیایی این نوع از مواد شامل BaFe 12 O 19، BaFe 15 O 23 و BaFe 18 O 27 است.
فرایندی هیدروترمال شامل یک مرحله با محلوط کردن کلرید باریم، کلرید آهن، نیترات پتاسیم و هیدروکسید سدیم با نسبت غلطت هیدروکسید به کلرید دو به یک کارساز است. نانو ذرات از نیترات آهن، کلرید باریم، سیترات سدیم و هیدروکسید سدیم تهیه می‌شوند. با این حال، آماده‌سازی معمولی با کلسینه کردن کربنات باریم با اکسید آهن (III) است:BaCO3 + 6 Fe2O3 {\displaystyle {\ce {->[{\text{Δ}}]}}} BaFe12O19 + CO2

## ویژگی‌ها
باریم فریت را می‌توان برای دخیره سازی طولانی مدت اطلاعات در نر گرفت. این ماده ثابت کرده‌است که در برابر تنش‌های مختلف محیطی از جمله رطوبت و خوردگی مقاوم است. فریت‌ها اکسید نمی‌شوند زیرا از قبل اکسید شده‌اند که یکی از دلایل مقاومت فریت‌ها در برار خوردگی است. علاوه بر ان ثابت شده‌است که فریت باریم در برابر مغناطیس زدایی حرارتی مقاوم است، مشکل دیگری که در ذخیره‌سازی طولانی مدت رایج است. دمای کوری معمولاً حدود ۴۵۰ درجه سانتیگراد (۷۲۳ درجه کلوین) است.
هنگامی که خاصیت آهنربایی فریت باریم در دما افزایش می‌یابد، اجبار ذاتی بالای آنها بهبود می‌یابد، همین امر باعث مقاوم تر شدن ان نسبت به مغناطیس زدایی حرارتی می‌شود. و این نوع تنها آهن رباییست مه با افرایش دما نسبت به مغناطیس زدایی مقاوم تر می‌شوند. این ویژگی فریت باریم، آن را به یک انتخاب محبوب در طراحی موتور و ژنراتور و همچنین در کاربردهای بلندگو تبدیل می‌کند. اهنرباهای فریت می‌توانند در دمای بالتر از ۳۰۰ درجه سانتیگراد نیز کار کنند که باعث می‌شود برای استفاده در کاربردهای بالا عالی بنظر برسد. آهنرباهای فریت عایق‌های بسیار خوبی هستند و اجازه نمی‌دهند جریان الکتریکی از آنها عبور کند و شکننده بودن ان‌ها خبر از ویژگی‌های سرامیکی‌شان می‌دهد. آهنرباهای فریت همچنین دارای خواص ماشینکاری خوبی هستند که امکان برش مواد را در اشکال و اندازه‌های مختلف فراهم می‌کند.

## خواص شیمیایی
فریت‌های باریم سرامیک‌های مقاومی هستند که مقاوم به خوردگی اند و در برابر رطوبت پایداری دارند. همچنین BaFe یک اکسید است بنابراین نمی‌تواند در اثر اکسیداسون به اندازه آلیاژ یم فلز تجزیه شود که همین امر به BaFe ماندگاری بیشتری می‌دهد.

## خواص مکانیکی
برای ذحیره سازی داده‌ها روی نوارها و نوارهای مغنازیسی از ذرات فلزی (MP) استفاده شده‌است، اما آنها به حد مجاز خود برای ذخیره‌سازی داده با ظرفیت بالا رسیده‌اند. برای افزایش ظرفیت آنها (۲۵ برابر) روی نوار داده، MP مجبور است طول نوار را (۴۵٪) افزایش داده همچنین تراکم مسیر را تا بیش از (۵۰۰٪) افزایش دهد که منجر به کاهش اندازه ذرات منفرد می‌شود. با کاهش اندازه ذرات، پوشش غیرفعال کننده مورد نیاز برای جلوگیری از اکسیداسیون و زوال MP ضحیم تر می‌شود. این امر باعث ایجاد مشکل می‌شود زیرا با ضخیم‌تر شدن پوشش غیرفعال، دست یافتن به نسبت سیگنال به نویز مناسب و قابل قبول سخت‌تر می‌شود.
فریت باریم به‌طور کامل از کلاس MP خارج است، بیشتر به این دلیل که BaFe در حالت اکسید شده به سر می‌برد و در نتیجه اندازه ان توسط پوشش محافظ محدود نمی‌شود. الگوی شش ضلعی ان نیز در مقایسه با میله‌های سازمان نیافته نظیر MP آسان تر سازماندهی می‌شود. عامل دیگر تفاوت در اندازه ذرات است، در MP اندازه آن از ۴۰ تا ۱۰۰ نانومتر است. در حالی که BaFe تنها ۲۰ نانومتر است؛ بنابراین کوچک‌ترین ذره MP هنوز دو برابر ذرات BaFe است.

## کاربردها

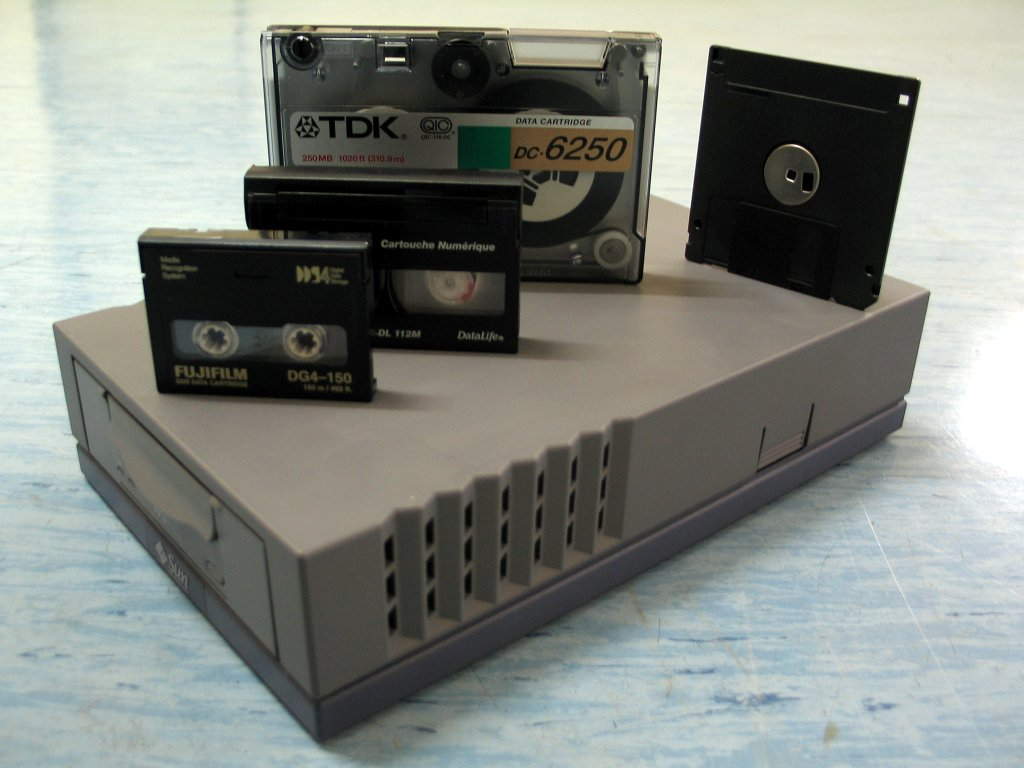

استفاده باریم فریت در کاربردهایی مانند رسانه‌های ضبط، آهنرباهای دائمی و کارت‌های نوار مغناطیسی (کارت‌های اعتباری، کلید هتل، کارت شناسایی) است. با توجه به پایداری مواد، کاهش اندازه تا حد زیاد و تراکم بسته‌بندی بیشتر امکان‌پذیر است. دستگاه‌های رسانه‌ای قدیمی تر، از مواد اکسید سوزنی دوپ شده برای تولید مقادیر اجباری لازم برای ثبت استفاده می‌کردند. در دهه‌های اخیر، جایگزینی باریم فریت با اکسیدهای سوزنی شکل صورت گرفته‌است. بدون وجود هیچ ماده ناخالصی، اکسیدهای سوزنی شکل، قابلیت تولید مقادیر وادارندگی بسیار پایین را دارند و از نظر مغناطیسی مواد را بسیار نرم می‌کنند، این در حالی است که سطوح اجباری بالاتر فریت باریم، ماده را از نظر مغناطیسی سخت می‌کند و به همین دلیل انتخابی مناسب تر برای ضبط کاربردهای مواد است.

## نوارهای مغناطیسی
کارت‌های شناسایی که از فریت باریم استفاده می‌کنند با اثر انگشت مغناطیسی ساخته می‌شوند که آنها را شناسایی می‌کند و این اجازه را به خوانندگان هواهند داد تا خود تطبیق شوند.

## آهنربای بلندگوها
باریم فریت یک ماده رایج برای آهنربای بلندگو است. با فرایند تف جوشی می‌توان مواد را تقریباً به هر شکل و اندازه ای درآورد، به این ترتیب فریت باریم پودر شده در قالب فشرده می‌شود و سپس حرارت داده می‌شود تا با هم ذوب شوند. فریت باریم با حفظ خواص مغناطیسی خود به یک بلوک جامد تبدیل خواهد شد. آهنرباها مقاومت بسیار خوبی در برابر مغناطیس زدایی دارند و همین امر به آنها اجازه می‌دهد تا حتی با گذشت زمان طولانی در واحدهای بلندگوها کارامد باشند.

## نوار رسانه ذخیره‌سازی داده
یکی از استفاده‌های باریم فریت برای سطح سازمانی و رسانه‌های ذخیره‌سازی نوار خطی نوار باز (LTO) است. به علت دانسیته بالا، فریت باریم منجر به بهبود ظرفیت داده در نوارهای سازمانی و LTO نسبت به فناوری رسانه قدیمی تر ذرات فلزی (MP) خواهد شد.
دگرگونی‌ها در این زمینه به کاهش اندازه ذرات BaFe به حدود ۲۰ نانومتر حتم شده‌است. این در تضاد با فناوری MP می‌باشد که مشکلاتی در کوچک شدن ذرات از ۱۰۰ نانومتر را دارد..
شکل یکی دیگر از عوامل است. شکل ذرات فلزی غالباً به فرم استوانه‌ای است که قادر نیستند به خوبی روی هم قرار گیرند. فریت باریم خاصیت بسته‌بندی بهتری نسبت به ان هادارد. BaFe را می‌توان به دلیل ساختار شش ضلعی آن به اندازه کوچکتر و چگالی بسته‌بندی بالاتر کاهش داد و به‌طور مؤثرتری روی هم قرار داد.. همین امر باعث می‌شود جهت‌گیری مغناطیسی و ویژگی‌های سیگنال به نویز بهبود یابد.

## وقوع طبیعی
این ترکیب در طبیعت یافت می‌شود، هرچند که خیلی کمیاب است باریوفریت نامیده می‌شود و مربوط به پیرومتامورفیسم است.